# 첼렌차술트리뇨
첼렌차술트리뇨(이탈리아어: Celenza sul Trigno)는 이탈리아 아브루초주 키에티도에 있는 코무네이다.